# محمد جواد النوري
محمد جواد النوري، ولد في 1943/11/17 في مدينة نابلس في فلسطين، وهو بروفيسور فلسطيني لغوي عمل في جامعة النجاح الوطنية في نابلس- فلسطين وهو عضو هيئة التدريس في قسم اللغة العربية.

## الوظائف العلمية[1]
- مدرس للغة العربية، جامعة النجاح الوطنية، كلية الآداب، قسم اللغة العربية.
- أستاذ مساعد في العلوم اللغوية، جامعة النجاح الوطنية، كلية الآداب، قسم اللغة العربية.
- رئيس قسم اللغة العربية، جامعة النجاح الوطنية، كلية الآداب.
- أستاذ مشارك في العلوم اللغوية، جامعة النجاح الوطنية، كلية الآداب، قسم اللغة العربية.
- أستاذ في العلوم اللغوية، جامعة النجاح الوطنية، كلية الآداب، قسم اللغة العربية.
- تأسيس قسم اللغة العربية في جامعة النجاح الوطنية منذ إنشائها، والعمل كأول منسق له.
- تأسيس قسم اللغة العربية في جامعة وسكنسن / ملواكي في الولايات المتحدة الأمريكية، والقيام بتدريس مساقي اللغة العربية، والعلوم اللغوية في تلك الجامعة، سنة ،1988 بوصفه أستاذا زائرًا ومنتدبًا من جامعة النجاح الوطنية.
- زيارة علمية لبعض الجامعات الألمانية في صيف عام 1991م، وصيف عام 1996م.
- زيارة علمية لجامعة مانشستر في بريطانيا في صيف عام 1993م.
- العضوية في تحرير مجلة جامعة النجاح للأبحاث في الأعوام: 1992 م، و،1993 و1998م.
- الاشتراك بأبحاث علمية في مؤتمرات مختلفة عقدت في جامعات عربية، مثل: جامعة القاهرة، والجامعة الأردنية، وجامعة اليرموك، والجامعة الإسلامية وجامعة دمشق.
- الاشتراك بأبحاث علمية في مؤتمرات مختلفة عقدت في بعض مجامع اللغة العربية، مثل مجمع اللغة العربية الأردني، ومجمع اللغة العربية السوري، واتحاد الجامعات العربية في القاهرة.
- تحكيم عدد من الأبحاث اللغوية الجامعية تمهيدا لنشرها في مجالات علمية محكمة في جامعات ومجامع لغوية مختلفة.
- الإشراف على عدد من رسائل الماجستير، والمشاركة في مناقشة رسائل أخرى في جامعة النجاح الوطنية، وغيرها من الجامعات العربية.
- تقييم عدد من البحوث والدراسات العلمية بهدف التأكد من صالحيتها لترقية أصحابها الى رتبة استاذ مشارك، ورتبة أستاذ في عدد من الجامعات.
- نائب رئيس الفريق الوطني الفلسطيني لوضع الخطوط العريضة لمنهاج اللغة العربية وآدابها.
- رئيس الفريق الوطني الفلسطيني لتأليف كتب اللغة العربية للصف السابع.
- عضو الفريق الوطني الفلسطيني لتأليف كتب اللغة العربية للصف التاسع.
- تقييم بعض كتب اللغة العربية المؤلفة حسب المنهاج الفلسطيني الجديد.
- عضو في اتحاد الأدباء والكتاب الفلسطينيين.
- حاصل على المرتبة الأولى لجائزة أديب العربية محمد إسعاف النشاشيبي في مجال الأبحاث الإسلامية والعربية.
- نائب رئيس مجمع اللغة العربية الفلسطيني، 1995م.
- عضو لجنة ترقية أعضاء هيئة التدريس، جامعة النجاح الوطنية، 1999 م.
- عميد البحث العلمي، ورئيس تحرير مجلة النجاح للأبحاث بفرعيها: العلوم الإنسانية، والعلوم الطبيعية، جامعة النجاح الوطنية، 2001-1999م.
- عميد كلية الآداب، جامعة النجاح الوطنية، 2001 – 2004م.
- عميد البحث العلمي، جامعة النجاح الوطنية، ورئيس هيئة تحرير مجلة النجاح للأبحاث بفرعيها: العلوم الإنسانية، والعلوم الطبيعية, 2004.

## الإنتاج العلمي[1]

### أولا- الصوتيات
-       THE EVOLUTION OF THE SOUND ''J'' IN ARABIC
جامعة وسكنسن- ملواكي في الولايات المتحدة الأمريكية، عام(1988م).
-       في التطور الصوتي. مجلة جامعة النجاح للأبحاث عدد (5) ص: 113- 150، عام 1990 م.
-       علم الأصوات الأكوستيكي. مجلة جامعة النجاح للأبحاث، عدد (4)،
ص: 210-157، 1989.
-       من العوامل الصوتية في تشكل البنية العربية مجلة البلقاء للبحوث والدراسات. جامعة عمان الأهلية - الأردن مج (3) عدد (1)،
ص: 69-119، 1992م.
-       دراسة صوتية في موضوعي الإعلال والإبدال مجلة جامعة النجاح للأبحاث.
-       اللهجات الشعبية وامتداداتها التاريخية والجغرافية مجلة التراث والمجتمع. مركز التراث والمجتمع. مركز التراث الشعبي الفلسطيني. البيرة - فلسطين عدد (29)، ص: 46-55- 1997م.
-       من السمات اللغوية للهجة مدينة نابلس المؤتمر الرابع للتراث الشعبي الفلسطيني في محافظة نابلس، هوية وانتماء)، جامعة القدس المفتوحة
-       فصول في علم الأصوات، مطبعة النصر التجارية - نابلس 1991م (286) ص.
-       علم أصوات العربية، منشورات جامعة القدس المفتوحة، عمان 1996م، (350) ص.
-        التفكير الصوتي عند سيبويه، في ضوء علم اللغة الحديث دار الجندي للنشر والتوزيع. 2017م (282)ص.
-       لغويات حاسوبية دراسة صوتية صرفية في أبواب الفعل الثلاثي في المعجم الوسيط دار الجندي للنشر والتوزيع. 2017م (282) ص.
-       لغويات حاسوبية دراسة صوتية صرفية في الأفعال المزيدة في المعجم الوسيط دار الجندي للنشر والتوزيع. 2017م (243) ص
-       لغويات حاسوبية دراسة صوتية صرفية في جذور الأفعال الثلاثية في المعجم الوسيط دار الجندي للنشر والتوزيع. 2017م (300) ص.
-       دراسات صوتية، وصوتية صرفية في اللغة العربية دار الجندي للنشر والتوزيع. 2017م.(216) ص.